# ヘタリア キャラクターCD II
「ヘタリア キャラクターCD II」は、テレビアニメ『ヘタリア The Beautiful World』（『Axis powers ヘタリア』のアニメ化の第5期）のキャラクターソングが収録されているシングル。「II」は数字の2の意味で 「ツー」とも「に」とも読み方は提示されていない。2013年5月8日から9月25日にかけてフロンティアワークスから発売された。（販売元はメディアワークス）

## 概要
- Axis powers ヘタリアのキャラクターCDとしては、ヘタリア キャラクターCDをリニューアルした[1]、第2シリーズ目となる。その後、第3シリーズ目に当たるアニメ「ヘタリア The World Twinkle」キャラクターCD も発売されている。
- 2013年5月8日から9月25日にかけて枢軸・連合の順に計8枚がリリースされた。なお、Vol.5 フランス以降の4枚は当初発表されていた発売日から3週間から2が月の誤差をもって変更されている[2]。
- 収録内容はキャラクターソングとオフヴォーカル。第1シリーズとは違い、ミニドラマは収録されていない。
- ジャケットは、前作同様に日丸屋秀和の描き下ろしで、初回生産盤には、ジャケットイラストのクリアカードが封入されている（トレーディング形式ではない）。
- 2017年8月2日に発売されたアルバムの『ヘタリア キャラクターソングCD The BEST Vol.2』に全16曲収録されているが、オフヴォーカルは未収録である。

## リリース一覧

### Vol.1 イタリア
- 歌うのはイタリア＝ヴェネチアーノとイタリア＝ロマーノ（共に浪川大輔）。2013年5月8日にVol.2 日本と同時発売。

1. 虹の向こうを見に行こう [4:16]
歌：ヴェネチアーノ
作詞・作曲：moss moss、編曲：須藤祐
2. まぁなんとかなるぞ [2:53]
歌：ロマーノ
作詞・作曲：YUMIKO、編曲：野村真生
3. 虹の向こうを見に行こう（ヴェネチアーノ家出中ver.）
4. まぁなんとかなるぞ（ロマーノ家出中ver.）

### Vol.2 日本
- 歌い手＝日本（高橋広樹）。2013年5月8日にVol.1 イタリアと同時発売。

1. あなたに今日も微笑みを [3:39]
作詞：こだまさおり、作曲・編曲：佐藤五魚
2. 夢旅路 [3:37]
作詞・作曲・編曲：銀河方面P＠神野貴志
3. あなたに今日も微笑みを（申し訳ありません。ただいま留守にしておりますver.）
4. 夢旅路（申し訳ありません。ただいま留守にしておりますver.）

### Vol.3 ドイツ
- 歌い手＝ドイツ（安元洋貴）。2013年5月29日にVol.4 イギリスと同時発売。

1. Vorwarts Marsch! [3:56]
作詞：ENA☆、作曲・編曲：百石元
2. Ich liebe… [2:40]
作詞・作曲：YUMIKO、編曲：野村真生
3. Vorwarts Marsch!（俺は留守にしている!ver.）
4. Ich liebe…（俺は留守にしている!ver.）

### Vol.4 イギリス
- 歌い手＝イギリス（杉山紀彰）。2013年5月29日にVol.3 ドイツと同時発売。

1. My Friend [4:12]
作詞・作曲：YUMIKO、編曲：原田アツシ
2. 今日を楽しもうぜ [3:54]
作詞：南口悠太、作曲・編曲：高橋浩一郎
3. My Friend（うん?今はティータイム中だぞver.）
4. 今日を楽しもうぜ（うん?今はティータイム中だぞver.）

### Vol.5 フランス
- 歌い手＝フランス（小野坂昌也）。2013年7月24日にVol.6 アメリカと同時発売。
- 「あぁ 世界的 a la mode-アラモード-」にはMaurice Ravelの曲のメロディを引用している。

1. 恋せよマドモアゼル [3:50]
作詞：mavie、作曲・編曲：杉山圭一
2. あぁ 世界的 a la mode-アラモード- [3:31]
作詞：YUMIKO、作曲・編曲：Maurice Ravel／和音正人
3. 恋せよマドモアゼル（お兄さんは愛の旅路中ver.）
4. あぁ 世界的 a la mode-アラモード-（お兄さんは愛の旅路中ver.）

### Vol.6 アメリカ
- 歌い手＝アメリカ（小西克幸）。2013年7月24日にVol.5 フランスと同時発売。

1. I'm your HERO☆ [3:45]
作詞：YUMIKO、作曲・編曲：百石元
2. C.B.C (Cowboys Boot Camp) Vol.1 [4:09]
作詞：松村PONY、作曲・編曲：松村PONY／王子マスター
3. I'm your HERO☆（ヒーローは変身中ver.）
4. C.B.C (Cowboys Boot Camp) Vol.1（ヒーローは変身中ver.）

### Vol.7 ロシア
- 歌い手＝ロシア（高戸靖広）。2013年9月25日にVol.8 中国と同時発売。
- 「白い炎」は約17分にわたるヘタリア初の長編キャラクターソング。

1. 白い炎 [17:10]
作詞：こだまさおり、作曲・編曲：出田慎吾／須藤祐
2. ともだちっていいな...♫ [2:42]
作詞・作曲：YUMIKO、編曲：原田アツシ
3. 白い炎（ひまわりを探しに……うふふっ♪ver.）
4. ともだちっていいな...♫（ひまわりを探しに……うふふっ♪ver.）

### Vol.8 中国
- 歌い手＝中国（甲斐田ゆき）。2013年9月25日にVol.7 ロシアと同時発売。

1. 美食の心 初級編 [2:48]
作詞・作曲：YUMIKO、編曲：野村真生
2. 峨嵋山に浮かぶ月 [4:12]
作詞：南口悠太、作曲・編曲：高橋浩一郎
3. 美食の心 初級編（夕飯の仕込み中あるver.）
4. 峨嵋山に浮かぶ月（夕飯の仕込み中あるver.）